# Casa do Castelhano
A Casa do Castelhano ou Casa do Espanhol como também é conhecida é uma casa histórica portuguesa que foi edificada junto ao mar no local denominado Caldeira das Lajes, freguesia das Lajes, Município da Praia da Vitória, nos princípios do Século XVI. Faz parte da Lista de património edificado nos Açores e da Lista dos imóveis classificados no concelho da Praia da Vitória por Resolução nº 140/2001, de 4 de Outubro do Governo Regional dos Açores.

## Edifício e tipo de construção
Trata-se de um edifício único pelas suas características especificas a nível dos sistemas construtivos tendo em atenção a data da sua edificação e também pela própria paisagem ambiente que o envolve. Trata-se de uma casa ensolarada, nobre, construída com belas cantarias de grande porte, edificada sobre colunas e arcos no piso térreo, denunciando uma arquitectura e gosto mourisco.
Na parte da frente da casa eleva-se uma escadaria em pedra basáltica de boa qualidade que dá acesso a uma varanda aberta e sustentada por uma galeria formada por arcos de volta perfeita dispostos em duas direcções. A ela liga-se o corpo do edifício de planta quadrada com dois alinhamentos de quatro arcos cada um, dispostos em cruz. Esta varanda estende-se ao longo de todo o andar superior dando assim aceso à parte nobre da moradia.
É esta casa ainda detentora de uma cisterna e de um forno de grande dimensão para cosedura de pão, que além dessa função era no mundo rural utilizado para a secagem de cereais, particularmente de milho. Sendo que um forno e uma cisterna eram considerados indispensáveis numa habitação do mundo rural do Século XVII.
A forma, dimensão e apresentação dos arcos dá-nos uma espessura das paredes, de um côvado (0,66 m), e são semelhantes aos de restantes elementos estruturais dessa época, existentes na cidade de Angra do Heroísmo a mais de 25 quilometros de distância.
A simetria e volumétrica longitudinal só é quebrada pela presença do maciço forno que se encontra agregado à cozinha de cunho quase medieval.
No andar superior a varanda é larga e dá acesso a dois de quatro compartimentos, todos iguais e dispostos em cruz com chão em estrutura de madeira com traves apoiadas em cachorros. Os tectos são em caixotão.
O trabalho aplicado às cantarias, vãos, cimalhas e restantes elementos estruturais são determinantes para fixar a época da construção no Século XVII.
Os vãos interiores apresentam-se com vergas de pedra, ligeiramente sutadas e arredondadas na concordância com as ombreiras, tendo um rasgo em bico em toda a espessura, a meio vão, que constitui um remanescente decorativo dos bicos dos arcos em querena, comuns no estilo gótico. Estas peças de arquitectura são iguais a outras peças que se encontram no Solar do Provedor das Armadas.
Outros dos vãos são sutados nas esquinas das ombreiras, os cachorros de apoio das traves e a consola dupla em gomo que sustenta a soleira do lar do forno, são dispositivos construtivos comuns nas raras obras sobreviventes executadas anteriormente ao Século XVIII.
As particularidades estruturais mais relevantes mostram-se em projecção isométrica aplicada na escala de 1:100.
Sendo que ainda existem peças raras actualmente, como são o caso de um o talhão da água, uma maçaria de pedra, um canal de despejo, o forno na cozinha e a moenda manual. Sendo que é também de grande importância não apenas decorativas mas de raridade arquitectónica os tectos de caixotão das copeiras e dos pavimentos tradicionais.
Foi esta casa detentora de uma capela dedicada a Nossa Senhora da Luz de que só restam vestígios não se sabendo qual a razão do seu desaparecimento sendo que a casa resistiu a dois grandes terramotos ocorridos nos anos de 1841 e 1980.
Esta casa foi moradia do Capitão Pedro de Mendonça que foi o comandante de uma companhia militar na então ainda Vila da Praia e actual cidade da Praia da Vitória durante as lutas da Restauração de 1641.
Estas informações chegaram ao presente graças ao historiador ao açoriano Francisco Ferreira Drumond que nos seus escritos "Apontamentos para a História dos Açores" nos relata da seguinte forma: "Há nesta freguesia vinhas plantadas em biscoito (terra queimada) que veio do interior da ilha, sendo o melhor vinho do sítio chamado a Caldeira junto ao mar, onde está um antiquíssimo edifício ou casa nobre estribada sobre colunas e arcos, demonstrando uma arquitectura e gosto mourisco; parece que foi habitação do capitão Pedro de Mendonça, reedificada à custa de bens da instituição de seu neto o rico padre Mateus de Mendonça que hoje se acham no domínio da fazenda nacional. Ali mesmo se observam ainda vestígios da pequena capela de Nossa Senhora da Luz."